# Allotrionymus boninensis
Allotrionymus boninensis är en insektsart som beskrevs av Kawai 1973. Allotrionymus boninensis ingår i släktet Allotrionymus och familjen ullsköldlöss. Inga underarter finns listade i Catalogue of Life.